# Domicio Afer
Domicio Afer (en latín Gnaeus Domitius Afer) fue un pretor romano que ejerció el cargo en el año 25.

## Biografía
Ganó el favor de Tiberio por haber acusado a Claudia Pulcra, pariente de Agripina la Mayor, en el año 26.
Desde ese momento se convirtió en uno de los más famosos oradores en Roma, seguramente el mayor de su tiempo, pero esta circunstancia está oscurecida por sus denuncias. En el 27, según dice Tácito, acusó a Publio Quintilio, el hijo de Claudia Pulcra. Como consecuencia de la acusación de Claudia Pulcra y de alguna ofensa a Calígula, fue acusado por el emperador en el senado, pero mostró su habilidad al hablar, y fingiendo ser dominado por la elocuencia de Calígula, no sólo escapó del peligro, sino que se convirtió en cónsul sufecto en el año 39. En su vejez, Afer siguió haciendo discursos cuando ya no tenía la fluidez mental para hacerlos y perdió su prestigio. Murió durante el reinado de Nerón, en el año 60 como consecuencia de un exceso, según dice Jerónimo de Estridón en la Chronica Eusebii.
Quintiliano, de joven, escuchó a Domicio Afer, y habla de él como el más distinguido orador de su tiempo, sólo comparable a Julio Africano, y a su juicio, incluso superior a éste. Menciona también una obra suya; Testimonios y algunos de sus discursos, de entre los cuales, los que llevaban por título Domitilla, Cloantilla, y Volusenus Catulus parecen haber sido los más celebrados.